# Kalluvärri
Kalluvärri är en kulle i Finland. Den ligger i Utsjoki kommun i landskapet Lappland, i den norra delen av landet, 1 100 km norr om huvudstaden Helsingfors. Toppen på Kalluvärri är 401 meter över havet. Kalluvärri ingår i Paistunturit.
Terrängen runt Kalluvärri är platt åt nordost, men åt sydväst är den kuperad.  Trakten runt Kalluvärri är nära nog obefolkad, med mindre än två invånare per kvadratkilometer. Omgivningarna runt Kalluvärri är i huvudsak ett öppet busklandskap.